# Andreas Acrivos
Andreas Acrivos (Atenas, 13 de junho de 1928 – Stanford, 17 de fevereiro de 2025) foi um engenheiro estadunidense.

## Morte
Acrivos morreu em Stanford, Califórnia, em 17 de fevereiro de 2025, aos 96 anos.